# 克里斯多夫·雅歌塔
克里斯多夫·雅歌塔（匈牙利語：Kristóf Ágota，1935年10月30日—2011年7月27日），匈牙利裔女作家，1956年因匈牙利反共革命隨前夫避難至瑞士，於納沙泰爾市定居，使用法語寫作。

## 生平
雅歌塔在十四歲時開始以匈牙利語寫詩，定居瑞士初期依然使用匈牙利語寫詩，並發表於法國印行的匈牙利文學評論上。在瑞士，她從鐘錶工廠的工人做起，後來嘗試以法語寫作。雅歌塔的處女作為《惡童日記》，在法國甫出版即受注目，與續集《二人證據》及《第三謊言》，結合為《惡童三部曲》。1992年，雅歌塔以《第三謊言》獲得法國圖書文學獎，其作品已被譯為三十五種語言以上。雅歌塔本人曾說，《惡童三部曲》內容取材自1944年她在匈牙利塞格德市的真實經歷，雙胞胎的原型就是她和她的哥哥。

2011年7月26日晚間，雅歌塔在瑞士納沙泰爾家中去世，享年75歲。

## 主要作品
小說
- 《惡童日記》（Le Grand Cahier，1986）
- 《二人證據》（La Preuve，1988）
- 《第三謊言》（Le Troisième Mensonge，1991）
- 《昨日》（Hier，1995）
- 《文盲》（L'Analphabète，2004）
- 《惡夢》（C'est égal，2005）

劇作集
- 《怪物》（Le monstre : et autres pièces，1994）
- 《傳染病》（Un rat qui passe，1995）

## 榮譽
- 義大利莫拉維亞獎（1988年）
- 法國圖書文學獎（法语：Prix du Livre Inter）（1992年）
- 瑞士克勒獎（德语：Gottfried-Keller-Preis）（2001年）
- 瑞士席勒文學獎（德语：Schweizerische Schillerstiftung）（2005年）
- 奧地利國家歐洲文學獎（2008年）
- 匈牙利科蘇特獎（2011年）